# Mari Eide
Mari Eide, född 18 november 1989, är en norsk längdskidåkare som debuterade i världscupen den 14 mars 2010 i Oslo i Norge. Hennes första världscupseger kom när hon tillsammans med Maiken Caspersen Falla vann teamsprinten den 4 december 2011 i Düsseldorf i Tyskland.
Vid Världsmästerskapen i nordisk skidsport 2019 vann Eide brons i den individuella sprinten.